# Райх, Франтишек
Франтишек Райх (словац. František Reich; 31 октября 1929, Жилина — 27 мая 2021, Братислава) — чехословацкий гребец, выступавший за сборную Чехословакии по академической гребле в 1950-х годах. Обладатель серебряной и бронзовой медалей чемпионатов Европы, победитель и призёр первенств национального значения, участник двух летних Олимпийских игр.

## Биография
Франтишек Райх родился 31 октября 1929 года в городе Жилина, Чехословакия.
Впервые заявил о себе в академической гребле на международном уровне в сезоне 1952 года, когда вошёл в состав чехословацкой национальной сборной и выступил на летних Олимпийских играх в Хельсинки — в программе одиночек сумел дойти до стадии полуфиналов.
В 1955 году побывал на чемпионате Европы в Генте, откуда привёз награду серебряного достоинства, выигранную в зачёте парных двоек — уступил здесь только команде из Советского Союза.
В 1956 году в той же дисциплине взял бронзу на чемпионате Европы в Бледе. Благодаря череде удачных выступлений удостоился права защищать честь страны на Олимпийских играх в Мельбурне — в двойках вместе с напарником Альбертом Краймером занял последнее четвёртое место на предварительном квалификационном этапе и в дополнительном отборочном заезде так же стал последним — тем самым пройти в финальную стадию регаты не смог.
После мельбурнской Олимпиады Райх больше не показывал сколько-нибудь значимых результатов в академической гребле на международной арене.
Впоследствии занимался тренерской деятельностью в Братиславе, проявил себя как спортивный функционер, в частности с 1989 года занимал должность председателя Словацкой ассоциации гребли — на этом посту его позже сменил сын Марек Райх, также успешный гребец.